# Rivulus bororo
Rivulus bororo är en fiskart som beskrevs av Costa 2008. Rivulus bororo ingår i släktet Rivulus och familjen Rivulidae. Inga underarter finns listade i Catalogue of Life.